# Список эпизодов телесериала «Быть человеком» (США)
Список серий телесериала «Быть человеком», американского ремейка 2011 года одноименного британского сериала, созданного каналом BBC. Сериал выходил в эфир на канале Space в Канаде и канале Syfy в США с 17 января 2011 года по 7 апреля 2014 года.

## Обзор сезонов
| Сезон | Сезон | Эпизоды | Оригинальная дата показа | Оригинальная дата показа |
| Сезон | Сезон | Эпизоды | Премьера сезона          | Финал сезона             |
| ----- | ----- | ------- | ------------------------ | ------------------------ |
|       | 1     | 13      | 17 января 2011           | 11 апреля 2011           |
|       | 2     | 13      | 16 января 2012           | 9 апреля 2012            |
|       | 3     | 13      | 14 января 2013           | 8 апреля 2013            |
|       | 4     | 13      | 13 января 2014           | 7 апреля 2014            |

## Список серий

### Сезон 1 (2011)
| № общий | № в сезоне | Название                                                                                             | Режиссёр         | Автор сценария             | Дата премьеры   | Зрители в США (млн) |
| --- | ---------- | --- | ---------------- | -------------------------- | --------------- | ------------------- |
| 1 | 1          | «По соседству (Часть I)» «There Goes the Neighborhood (Part 1)»                                      | Адам Кейн        | Джереми Карвер и Анна Фрик | 17 января 2011  | 1,96                |
| Лучшие друзья, вампир Эйдан и оборотень Джош въезжают в дом, где, как вскоре выясняется, живёт призрак девушки Салли — погибшей невесты владельца. Вместе они составляют весьма необычное трио, где каждому приходится бороться со своими демонами. Эйдан случайно убивает свою коллегу Ребекку, а Джош встречает свою сестру Эмили — он сбежал от семьи сразу, как понял, что стал оборотнем.              |            | |                  |                            |                 |                     |
| 2 | 2          | «По соседству (Часть II)» «There Goes the Neighborhood (Part 2)»                                     | Адам Кейн        | Джереми Карвер и Анна Фрик | 24 января 2011  | 2,14                |
| Джош чуть было не напал на Эмили во время превращения, но Эйдан спас её. Салли пытается связаться со своим женихом Дэнни и узнаёт, как погибала. Эйдан понимает, что Бишоп обратил Ребекку в вампира — девушка нападает на Кару, коллегу Эйдана и Джоша, и та погибает. Старый конфликт между Эйданом и Бишопом вспыхивает с новой силой, когда Эйдан снова отказывается вернуться в свою вампирскую семью. |            | |                  |                            |                 |                     |
| 3 | 3          | «Повод присмотреть за мной» «Some Thing to Watch over Me»                                            | Джерри Кикоритти | Джереми Карвер и Анна Фрик | 31 января 2011  | 1,50                |
| После нескольких случаев вандализма, Джош решает познакомиться с соседями и организовывает народную дружину. На встрече Эйдан узнаёт в полицейском Майке сына одного из убитых им людей, и тот собирается найти виновного в смерти отца. Эйдан знакомит Салли с другим призраком по имени Тони, который рассказывает девушке много нового о загробной жизни.                                                |            | |                  |                            |                 |                     |
| 4 | 4          | «Как было бы здорово быть людьми» «Wouldn't It Be Nice (If We Were Human)»                           | Джерри Кикоритти | Крис Дингесс               | 7 февраля 2011  | 1,44                |
| После очередного обращения Джош знакомится с Рэем — таким же оборотнем, как и он. Он предлагает взаимную помощь и поддержку во времена, когда враждебные вампиры захватили город. Между Дэнни и Бриджет, подругой Салли, начинается роман. После уговоров Рэя, Джош пытается неудачно ухаживать за новой медсестрой, Норой Сарджент. Тем же вечером, Рэй и Джош нападают на нескольких вампиров.            |            | |                  |                            |                 |                     |
| 5 | 5          | «Конец света, каким мы его знали» «The End of the World As We Knew It»                               | Чарльз Бинамэ    | Нэнси Вон                  | 14 февраля 2011 | 1.09                |
| Рэй продолжает жить у Эйдана и Джоша. Салли узнает, как умерла на самом деле. Эйдан сталкивается со священником-вампиром, обращающим людей добровольно по указке Бишопа. Рэй рассказывает Джошу, что это он обратил его. Салли в порыве мести учиняет беспорядок в квартире своего убийцы |            | |                  |                            |                 |                     |
| 6 | 6          | «Чтобы что-то испортить, нужны двое» «It Takes Two to Make a Thing Go Wrong»                         | Чарльз Бинамэ    | Джереми Карвер и Анна Фрик | 21 февраля 2011 | 1,39                |
| Джош налаживает отношения с Норой. Ребекка вновь на стороне Бишопа. Эмили переезжает в дом Джоша и Эйдана. Салли думает только о кольце. Нора соглашается на свидание у Джоша. Маркус нападает на Эмили. |            | |                  |                            |                 |                     |
| 7 | 7          | «Я вижу твоё истинное лицо и поэтому ненавижу» «I See Your True Colors... And That's Why I Hate You» | Джеремайа Чечик  | Джереми Карвер и Анна Фрик | 28 февраля 2011 | 1,41                |
| Джош и Эмили возвращаются домой к своим родителям. Эйдан также приезжает к ним. Неожиданно Маркус пытается напасть. Салли удается сообщить Бриджет, что это Дэнни - её убийца. |            | |                  |                            |                 |                     |
| 8 | 8          | «Детям не стоит играть с нежитью» «Children Shouldn't Play with Undead Things»                       | Джеремайа Чечик  | Крис Дингесс               | 7 марта 2011    | 1,46                |
| Джош увидел Нору с доктором из их больницы. Салли побывала заброшенной части больницы, наполненной призраками. Эйдан знакомится с маленьким соседом - Берни, защищая его от хулиганов. Джош и Нора совокупляются. |            | |                  |                            |                 |                     |
| 9 | 9          | «Хочу воскресить тебя из мертвых» «I Want You Back (From the Dead)»                                  | Паоло Барзман    | Нэнси Вон                  | 14 марта 2011   | 1,37                |
| Салли находит парня, в которого была влюблена в университете. Он также призрак. Берни попадает под машину, но его превращает в вампира Ребекка. Ник-парень - привидение Салли - борется с Эхом Смерти. |            | |                  |                            |                 |                     |
| 10 | 10         | «Человек человеку волк» «Dog Eat Dog»                                                                | Паоло Барзман    | Джереми Карвер и Анна Фрик | 21 марта 2011   | 1,20                |
| В Бостон приезжают голландские вампиры. Во флешбэке мы видим бывшую девушку Бишопа и прошлый приезд Хеггемана. Джоша неожиданно крадут вампиры для боев оборотней. |            | |                  |                            |                 |                     |
| 11 | 11         | «Каждый сам за себя» «Going Dutch»                                                                   | Эрик Кэнуэл      | Крис Дингесс               | 28 марта 2011   | 1,30                |
| Бишоп сопротивляется голландским вампирам. Нора беременна от Джоша. Дэнни с помощью экзорцистки хочет изгнать Салли, но она спасается. Эйдан спасает Хеггемана и убивает Ребекку по её просьбе. |            | |                  |                            |                 |                     |
| 12 | 12         | «Я продолжаю тебя преследовать» «You're the One I Haunt»                                             | Эрик Кэнуэл      | Нэнси Вон                  | 4 апреля 2011   | 1,44                |
| Эйдан видит свою прежнюю любовь - Селину в больнице. У неё рак. Салли мстит Дэнни за попытку изгнания. В итоге он пытается сжечь дом, но Эйдан и Джош спасают его. Благодаря давлению Салли, Дэнни признается в убийстве полиции. Перед призраком появляется дверь |            | |                  |                            |                 |                     |
| 13 | 13         | «Кое-что забавное, перед тем, как убить тебя» «A Funny Thing Happened on the Way to Me Killing You»  | Адам Кейн        | Джереми Картер и Анна Фрик | 11 апреля 2011  | 1,67                |
| Бишоп нападает на Эйдана, но Джош успевает его спасти. Тогда Джеймс вызывает вампира на дуэль. Нора видит обращение Джоша в оборотня. Эйдан побеждает схватку, а Нора замечает царапины от удара оборотня |            | |                  |                            |                 |                     |

### Сезон 2 (2012)
| № общий | № в сезоне | Название                                                                           | Режиссёр         | Автор сценария             | Дата премьеры   | Зрители в США (млн) |
| --- | ---------- | ---------------------------------------------------------------------------------- | ---------------- | -------------------------- | --------------- | ------------------- |
| 14 | 1          | «Ей здесь не место» «Turn This Mother Out»                                         | Адам Кейн        | Джереми Карвер и Анна Фрик | 16 января 2012  | 1,81                |
| Эйдан вынужден выполнять новые обязанности в сообществе вампиров. Силы Салли растут, а Джош и Нора пытаются жить «нормальной» жизнью. |            |                                                                                    |                  |                            |                 |                     |
| 15 | 2          | «Ты действительно хочешь мне навредить?» «Do You Really Want to Hurt Me?»          | Паоло Барзман    | Нэнси Вон                  | 23 января 2012  | 1,65                |
| С помощью других приведений Салли открывает в себе новые способности. Эйдан помогает Сюрен, а Джош, тем временем, пытается приспособиться к изменениям в его отношениях с Норой. |            |                                                                                    |                  |                            |                 |                     |
| 16 | 3          | «Всё из-за крови» «All Out of Blood»                                               | Паоло Барзман    | Крис Дингесс               | 30 января 2012  | 1,66                |
| Эйдан назначает свидание новой знакомой из больницы; тем временем все запасы донорской крови оказываются вне доступа. Салли пытается добиться права на реинкарнацию, а Джош и Нора вместе готовятся к очередному полнолунию.                                                                           |            |                                                                                    |                  |                            |                 |                     |
| 17 | 4          | «{Я ненавижу тебя} За воспоминания» «(I Loathe You) For Sentimental Reasons»       | Чарльз Бинамэ    | Майк Островски             | 6 февраля 2012  | 1,45                |
| Салли сталкивается с бывшим, который теперь тоже является приведением. Пока Джош заводит друзей в обществе чистокровных оборотней, Эйдан пытается вернуть свою старую жизнь. |            |                                                                                    |                  |                            |                 |                     |
| 18 | 5          | «Увлекшись любовью» «Addicted to Love»                                             | Чарльз Бинамэ    | Лиза Рэндольф              | 13 февраля 2012 | 1,35                |
| Джош устраивает лабораторию для поиска лекарства, чтобы больше не быть оборотнем. Эйдан и Сюрен пытаются вывезти из города Бостонских вампиров. Салли начинает всё больше и больше использовать свои способности к временному переселению в тела живых людей..                                         |            |                                                                                    |                  |                            |                 |                     |
| 19 | 6          | «Мама сказала, что впереди десятки лет» «Mama Said There'd Be Decades Like These»  | Стефан Плещински | Джереми Карвер и Анна Фрик | 20 февраля 2012 | 1,43                |
| Прошлое преследует Эйдана. Тем временем Джош узнаёт, что мать Салли при смерти; самой Салли же не терпится встретиться с её призраком. |            |                                                                                    |                  |                            |                 |                     |
| 20 | 7          | «Узы, которые ослепляют» «The Ties That Blind»                                     | Стефан Плещински | Селин Дигер                | 27 февраля 2012 | 1,36                |
| Нора всё больше и больше отстраняется от Джоша. Салли понимает, что на неё охотится другой сильный призрак, на Эйдана, тем временем, охотятся оборотни-близнецы. |            |                                                                                    |                  |                            |                 |                     |
| 21 | 8          | «Под кожей» «I've Got You Under Your Skin»                                         | Стефан Шварц     | Нэнси Вон                  | 7 марта 2012    | 1,39                |
| Салли сталкивается со жнецом лицом к лицу. Эйдан и Сюрен придумывают план как устранить вампиров Бишопа. Джош пытается справиться с расставанием с Норой. |            |                                                                                    |                  |                            |                 |                     |
| 22 | 9          | «Думая о тебе, я убиваю себя» «When I Think About You I Shred Myself»              | Стефан Шварц     | Майк Островски             | 17 марта 2012   | 1,36                |
| Друг Джоша возвращается из мёртвых; тем временем Эйдан идёт вразрез со всеми правилами и приносит Генри, больного вампира, в свой дом, чтобы дать тому время восстановиться. |            |                                                                                    |                  |                            |                 |                     |
| 23 | 10         | «Сон, который построил жнец» «Dream Reaper»                                        | Паоло Барзман    | Кето Шимидзу               | 19 марта 2012   | 1,43                |
| Салли, несмотря на то, что является призраком, впадает в кому; её друзья просят помощи у призраков, чтобы спасти подругу. |            |                                                                                    |                  |                            |                 |                     |
| 24 | 11         | «Не бойся Скотта» «Don't Fear the Scott»                                           | Паоло Барзман    | Крис Дингесс               | 26 марта 2012   | 1,25                |
| Салли пытается в корне изменить свою жизнь. Тем временем Сюрен и Эйдан планируют своё будущее как пара; Джош сталкивается с выбором: Нора или Джулия. |            |                                                                                    |                  |                            |                 |                     |
| 25 | 12         | «Неполное затмение сердца» «Partial Eclipse of the Heart»                          | Адам Кейн        | Лиза Рэндольф              | 2 апреля 2012   | 1,27                |
| Салли разговаривает с Зои по поводу своего дара. Джош сомневается, рассказывать ли о том, что он является оборотнем, Джулии. Тем временем Эйдан пытается привести свою жизнь в порядок. |            |                                                                                    |                  |                            |                 |                     |
| 26 | 13         | «Моё время пришло и я умру, если захочу» «It's My Party and I'll Die If I Want To» | Адам Кейн        | Джереми Карвер и Анна Фрик | 9 апреля 2012   | 1,38                |
| После побега Эйдана с Сюрен, они вынуждены вернуться в отель. Мать приказывает Сюрен убить Эйдана, но та отказывается. Мать убивает дочь, а Эйдана приказывает закапать заживо. Джош пытается убить своего создателя, когда появляется Нора. Салли после прощания с матерью разрывает себя и исчезает. |            |                                                                                    |                  |                            |                 |                     |

### Сезон 3 (2013)
| № общий | № в сезоне | Название                                                                           | Режиссёр         | Автор сценария             | Дата премьеры   | Зрители в США (млн) |
| --- | ---------- | ---------------------------------------------------------------------------------- | ---------------- | -------------------------- | --------------- | ------------------- |
| 27 | 1          | «Жаль, что с Рэем так вышло» «It`s A Shame About Ray»                              | Стефан Плещински | Джереми Карвер и Анна Фрик | 15 января 2013  | 1,22                |
| Джош и Нора с помощью ведьмы пытаются найти Салли. Салли безуспешно пытается сбежать с чистилища. Эйдана случайно подбирает один из голландцев,от которого он узнает о таинственной эпидемии у вампиров. |            |                                                                                    |                  |                            |                 |                     |
| 28 | 2          | «(Мёртвые) девочки хотят повеселиться» «(dead) Girls Just Wanna Have Fun»          | Адам Кейн        | Нэнси Вон                  | 22 января 2013  | 1,17                |
| Салли воскресает из мёртвых благодаря магии крови. Нора возвращается в гараж, где встречается с отцом чистокровных оборотней Коннора и Брин. Эйдан опять сталкивается с Генри. |            |                                                                                    |                  |                            |                 |                     |
| 29 | 3          | «'Подростков ждут перемены» «The Teens They Are a Changin»                         | Адам Кейн        | Майк Островски             | 29 января 2013  | 1,42                |
| Эйдан с Генри мечутся по городу в поисках незараженной крови. В больнице Джош и Нора встречают пациентку со следами от когтей оборотня и пытаются объяснить девушке, кем она станет. Салли идёт на панихиду к бывшему однокласснику и пытается объяснить, что он умер по её вине. |            |                                                                                    |                  |                            |                 |                     |
| 30 | 4          | «Я так одинок, что могу умереть» «I'm So Lonesome I Could Die»                     | Джефф Ренфро     | Кето Шимидзу               | 5 февраля 2013  | 1,05                |
| Эйдан устраивает вечеринку после смерти Генри и отказывается говорить на этот счёт с Джошем. Воскресшая Салли хочет взять новую личность. Тем временем Джош знакомится с семьёй Норы. |            |                                                                                    |                  |                            |                 |                     |
| 31 | 5          | «Вон из моих грёз, давай-ка ко мне в рот» «Get Outta My Dreams, Get Into My Mouth» | Джефф Ренфо      | Крис Дингесс               | 11 февраля 2013 | 1,11                |
| Эйдану снятся кошмары; Салли начинает работать в похоронном бюро. |            |                                                                                    |                  |                            |                 |                     |
| 32 | 6          | «Вот, при чём тут кровь» «What's Blood Got to Do With It?»                         | Майрзи Алмас     | Кейт Бернс                 | 18 февраля 2013 | 1,15                |
| Эйдан подружился с пациентом из стерильной камеры. Парень пациент случайно узнает, что Эйдан вампир и предлагает добровольно свою кровь. Салли заключает сделку с ведьмой. Ведьма снимает проклятие и взамен получает душу Салли. Из флэшбэков узнаем, как Бишоп обратил Эйдана. |            |                                                                                    |                  |                            |                 |                     |
| 33 | 7          | «Один серебряный, другой языческий» «One Is Silver and the Other Pagan»            | Майрзи Алмас     | Лиза Рэндольф              | 25 февраля 2013 | 0,98                |
| Эйрин, воспитанница Джоша и Норы, пытается убить Эйдана и попадает в больницу. Салли с подругой Бриджит посещают спиритический сеанс, который чуть не оборачивается неприятностями. Пациент из стерильной камеры просит Эйдана обратить его. Чистокровный душит Эйрин в больнице. Салли замечает у себя на теле тревожные симптомы.                                                                      |            |                                                                                    |                  |                            |                 |                     |
| 34 | 8          | «Твое тело — проклятая страна чудес» «Your Body Is a Condemned Wonderland»         | Келли Макин      | Нэнси Вон                  | 4 марта 2013    | 0,97                |
| У воскрешения из мёртвых есть побочные эффекты. Каждый из воскрешенных борется с симптомами самостоятельно. Джош делает Норе предложение. Эйдан попадает к оборотням, где признается, будто он убийца Брин. Джош спешит на помощь к другу. При побеге чистокровный волк ранит Джоша в руку. Джош с ужасом понимает, что снова стал оборотнем. У Эйдана появляются симптомы заражения вампирским вирусом. |            |                                                                                    |                  |                            |                 |                     |
| 35 | 9          | «О мышах и оборотнях» «Of Mice and Wolfmen»                                        | Келли Макин      | Кето Шимизу                | 11 марта 2013   | 1,12                |
| Эйдан излечивается от вампирского вируса. Неожиданный знакомый после очередного превращения Норы предлагает способ примириться с внутренним волком. Эйдан сообщает остальным вампирам о противоядии против вируса. Салли продолжает сталкиваться с последствиями своего воскрешения. Симптомы пугают её ещё больше после разговора с подругой о странном поведении Ника.                                 |            |                                                                                    |                  |                            |                 |                     |
| 36 | 10         | «Для тех, кто скоро сгниёт» «For Those About to Rot»                               | Паоло Барзман    | Крис Дингесс               | 18 марта 2013   | 1,02                |
| Вампиры повально нападают на оборотней в поисках исцеления от эпидемии. Джош с Салли находят Стиви в его доме. Они с ужасом узнают, что Стиви одержимый голодом съел своих родителей. Сам Стиви предлагает способ ему помочь, от которого Джош и Салли еще в большем ужасе. При появлении двери для души Салли замечает одинаковую деталь, которую она видела на двери Ника.                             |            |                                                                                    |                  |                            |                 |                     |
| 37 | 11         | «Ах, если бы у меня были сырые мозги» «If I Only Had a Raw Brain»                  | Паоло Барзман    | Майк Островски             | 25 марта 2013   | 1,16                |
| Салли хочет найти ведьму, но не всё так просто. Сестра Джоша становится свидетелем смерти вампирши-стриптизёрши. Джош и Нора готовятся к свадьбе. На Эйдана нападает странное существо, в котором он с трудом узнаёт недавно обращенного и понимает, что что-то пошло не так. Он спешит домой к обращенному Кенни и ждёт его пробуждения.                                                                |            |                                                                                    |                  |                            |                 |                     |
| 38 | 12         | «Вечный призрак подружки невесты» «Always a Bridesmaid, Never Alive»               | Стефан Плещински | Лиза Рэндольф              | 1 апреля 2013   | 1,12                |
| Салли решает умереть, чтобы стать снова призраком и встретиться к лицу лицом с ведьмой. Джош и Эдан входят вместе с Салли в заветную дверь. В измерении Донны Джош сталкивается со своим создателем и противостоит ему. Донна оказывается ведьмой-некромантом 17 в. Салли противостоит ей и побеждает. Во флэшбэках показывают судьбу семьи Эдана. Джош и Нора наконец устраивают свадьбу.               |            |                                                                                    |                  |                            |                 |                     |
| 39 | 13         | «Ой-ё!» «Ruh Roh»                                                                  | Стефан Плещински | Анна Фрик                  | 8 апреля 2013   | 1,07                |
| Джош и Нора снова встречаются с Леоном, который просит их присоединится к его стае. В доме объявляется призрак Донны и забирает с собой призрак Салли в пропасть, образовавшуюся на месте убийства. На улице за Эйданом потихоньку следует его первая жена. После очередного превращения Нора в лесу разыскивает Джоша. На её крики на краю леса появляется волк Джоша.                                  |            |                                                                                    |                  |                            |                 |                     |

### Сезон 4 (2014)
| № общий | № в сезоне | Название                                                          | Режиссёр         | Автор сценария | Дата премьеры   | Зрители в США (млн) |
| --- | ---------- | ----------------------------------------------------------------- | ---------------- | -------------- | --------------- | ------------------- |
| 40 | 1          | «Старые псы, новые трюки» «Old Dogs, New Tricks»                  | Стефан Плещински | Анна Фрик      | 13 января 2014  | 1,26                |
| Салли вырывается из измерения темницы и обретает новые сверхъестественные силы. Эйдан продолжает отношения с подругой Норы Кейт. Джош теряет человеческий облик и превращается в человека раз в месяц. Нора и Эйдан в отчаянии и не знают как ему помочь. Внезапно в жизни Эйдана появляется его первая жена.           |            |                                                                   |                  |                |                 |                     |
| 41 | 2          | «То самое время месяца» «That Time of the Month»                  | Стефан Плещински | Лиза Рэндольф  | 20 января 2014  | 1,03                |
| Салли начинает выпадать из пространства и времени. Благодаря этим обстоятельствам она находит книгу Донны. Друзья проводят обряд и возвращают Джоша к обычной жизни.Из флэшбэков видно, что Бишоп обратил жену Эйдана. Не в силах совладать с голодом она убивает собственного сына. Бишоп предлагает ей уйти навсегда. |            |                                                                   |                  |                |                 |                     |
| 42 | 3          | «Копчушки» «Lil' Smokie»                                          | Паоло Барзман    | Нэнси Вон      | 27 января 2014  | 1,12                |
| Джош и Нора знакомятся с супружеской парой оборотней. Сюзан первая жена Эйдана попадает в объектив камеры, когда убивает вампиров. Эйдан пытается продолжать отношения с Кейт. Салли продолжает путешествовать во времени и попадает в дом в 1970-е года, где видит девочку из видения с ритуальным убийством.          |            |                                                                   |                  |                |                 |                     |
| 43 | 4          | «Панические роды» «Panic Womb»                                    | Паоло Барзман    | Майк Островски | 3 февраля 2014  | 1,15                |
| Джош и Нора принимают роды у новых знакомых.По поводу рождения маленького оборотня организуют вечеринку, куда приходят несколько семейных пар оборотней. Салли практикуется и осваивает свои новые способности. |            |                                                                   |                  |                |                 |                     |
| 44 | 5          | «Вселение и выселение» «Pack It Up, Pack It In»                   | Джефф Ренфро     | Крис Дингесс   | 10 февраля 2014 | 1,21                |
| 45 | 6          | «Изменник стаи» «Cheater of the Pack»                             | Джефф Ренфро     | Крейг Ламарш   | 17 февраля 2014 | 1,16                |
| 46 | 7          | «Юмор висельника» «Gallows Humor»                                 | Паоло Барзман    | Лиза Рэндольф  | 24 февраля 2014 | 1,17                |
| 47 | 8          | «Перемотка, перемотка...» «Rewind, Rewind...»                     | Стефан Плещински | Кейси Фишер    | 3 марта 2014    | 1,02                |
| 48 | 9          | «Слишком далеко, быстрая перемотка!» «Too Far, Fast Forward!»     | Стефан Плещински | Нэнси Вон      | 10 марта 2014   | 1,10                |
| 49 | 10         | «Не смей за меня умирать» «Oh Don't You Die For Me»               | Паоло Барзман    | Майк Островски | 17 марта 2014   | 1,13                |
| 50 | 11         | «Рамона-надоеда» «Ramona the Pest»                                | Джефф Ренфро     | Крис Дингесс   | 24 марта 2014   | 0,99                |
| 51 | 12         | «Поиски жилья» «House Hunting»                                    | Джефф Ренфро     | Лиза Рэндольф  | 31 марта 2014   | 1,05                |
| 52 | 13         | «По соседству (Часть III)» «There Goes the Neighborhood (Part 3)» | Стефан Плещински | Анна Фрик      | 7 апреля 2014   | 1,41                |